# Bitwa o Łabiszyn (1919)
Bitwa o Łabiszyn – bitwa powstańców wielkopolskich z siłami pruskimi, do której doszło 11 stycznia 1919 w Łabiszynie.
8 stycznia 1919 oddział Allensteiner Volkswehr (pol. Olsztyńska Straż Ludowa) pod dowództwem porucznika Schmidtke zajął Łabiszyn, a inny niemiecki oddział Żnin. W tym pierwszym mieście stacjonowało około stu Niemców. Władze powstańcze jako jeden z najważniejszych celów na tym odcinku frontu postawiło sobie odzyskanie obu miast, ograniczając się jednak tylko do wydania zezwolenia na natarcie na Łabiszyn i skierowania jednego oddziału z Kruszwicy do Barcina, celem wsparcia akcji. W Barcinie stacjonował już jeden oddział miejscowy oraz powstańcy wcześniej przybyli z Pakości (ogółem było to 171 dość słabo uzbrojonych żołnierzy). Całością operacji dowodził przez nikogo nie mianowany Władysław Poczekaj, który decyzje podejmował kolegialnie, wraz z dowódcami: sierżantem Kazimierzem Szmańdą (oddział pakoski), kapralem Leonem Krukowskim (oddział barciński) i podporucznikiem Kazimierzem Dratwińskim (oddział kruszwicki).
Przed uderzeniem na miasto polskie oddziały zostały we wsi Kania podzielone na kilka grup taktycznych o różnych szczegółowych celach. Ostatecznie wszystkie miały równocześnie uderzyć na Łabiszyn na sygnał strzałów sekcji atakującej z północy. Bitwa przebiegła zgodnie z planem, a ataki wspomagane były przez mieszkańców Łabiszyna, udzielających powstańcom szczegółowych informacji o rozlokowaniu wojsk niemieckich. W ostatniej fazie Polacy zamknęli Niemców w okrążeniu, a ci nie widząc możliwości zwycięstwa ostatecznie poddali się.
Bitwa o Łabiszyn została rozegrana wbrew jakimkolwiek zasadom sztuki wojennej i obowiązujących rozwiązań taktycznych. O zwycięstwie zadecydowała odwaga i brawura nie tylko całych sekcji (w zasadzie było to pospolite ruszenie), ale też poszczególnych żołnierzy, jak na przykład wyróżniającego się Stefana Omińskiego z Pakości. Bitwa była żywiołowa, użyto w niej dotąd nie praktykowane w powstaniu zasady prowadzenia działań.